# Tina Woodley
Tina Woodley, ook bekend als Tina van Duijn-Woodley (Saint Kitts, 1953) is een Nederlands voormalig powerlifter en bodybuilder, die in Bonaire woont. In 1985 werd zij wereldkampioen powerlifting en Europees kampioen bodybuilding en was hiermee de tweede vrouw die ooit in beide categorieën tegelijk titelhouder was. Zij won als eerste Nederlandse vrouw in 1983 de EK powerlifting en in 1985 de EK bodybuilding.

## Biografie
Tina Woodley groeide op bij haar grootmoeder in Sint Eustatius. Zij is het eerste kind van haar moeder en het derde kind van haar vader, die in totaal 17 kinderen kreeg. Als kind al had ze belangstelling voor atletische sporten. Na haar schoolopleiding trouwde zij in 1972 met Peter van Duijn en samen vestigden zij zich op Bonaire. Peter van Duijn, schrijver en broer van Roel van Duijn, richtte op Bonaire het huis-aan-huisblad Bonaire Weekly op en was later ook oprichter van het eerste Nederlandse sportblad voor vrouwen. Na de geboorte van hun dochter begon Woodley powerlifting te trainen. 
Powerlifting was voor Woodley een vorm van emancipatie en was zij zover bekend de enige vrouw die in de jaren zeventig gewichtheffen actief beoefende op de Nederlandse Antillen. Ondanks het gemis van een coach en een team werkte ze serieus aan haar sportcarrière, en kon zij dankzij giften aan internationale wedstrijden deelnemen. Vanaf 1977 nam zij driemaal namens de Nederlandse Antillen deel aan de Amerikaanse National Powerlifting Championship (women) en eindigde driemaal als tweede.
Na haar echtscheiding vertrok Woodley in 1980 naar Nederland. Als topsporter was zij een van de grondleggers van powerlifting voor vrouwen in Nederland. Zij behaalde diverse medailles op Europese en wereldkampioenschappen en vestigde in 1980 een nieuw wereldrecord bankdrukken door het bestaande record met 20 pond te verbeteren. Ook trainde ze bodybuilding en won tussen 1981 en 1986 alle Nederlandse kampioenschappen bodybuilding in de gewichtsklassen 56 kg en 60 kg, waaronder ook de titels Miss Holland, Miss Hercules en Miss Gino. Nadat zij drie jaar lang niet voor uitzending naar de wereldkampioenschappen was geselecteerd leidde dit tot protest bij de Nationale Bodybuildingfederatie (NBBF). In 1985 werd zij als eerste Nederlandse vrouw Europees kampioen bodybuilding. 
In 1987 werd Woodley ondernemer en opende een fitnessschool in Oostenrijk en verhuisde later naar Wiesbaden. Sedert 2009 woont Woodley weer in Bonaire, waar zij de eerste winkel in organische voedingswaren opende en als fitnesscoach actief is. Zij is getrouwd met Achim Exner (1944), die van 1985 tot 1997 burgemeester was van Wiesbaden. Haar dochter, Sasha van Duijn, is model en actrice.

## Palmares
- Powerlifting
  -  WK 1982 - Birmingham (60 kg)
  -  EK 1983 - Darmstadt
  -  WK 1984 - Santa Monica (56 kg)
  -  EK 1984 - Metz
  -  WK 1985 - Wenen (56 kg)
  -  WK 1986 - Hestra (60 kg)
- Bodybuilding
  -  EK 1985 IFBB
  - 4de plaats WK 1987 IFBB